# Dolgenbrodt
Dolgenbrodt (niedersorbisch Dołgi Brod) liegt als Ortsteil der Gemeinde Heidesee im Bundesland Brandenburg, südöstlich von Berlin im Landkreis Dahme-Spreewald.

## Lage

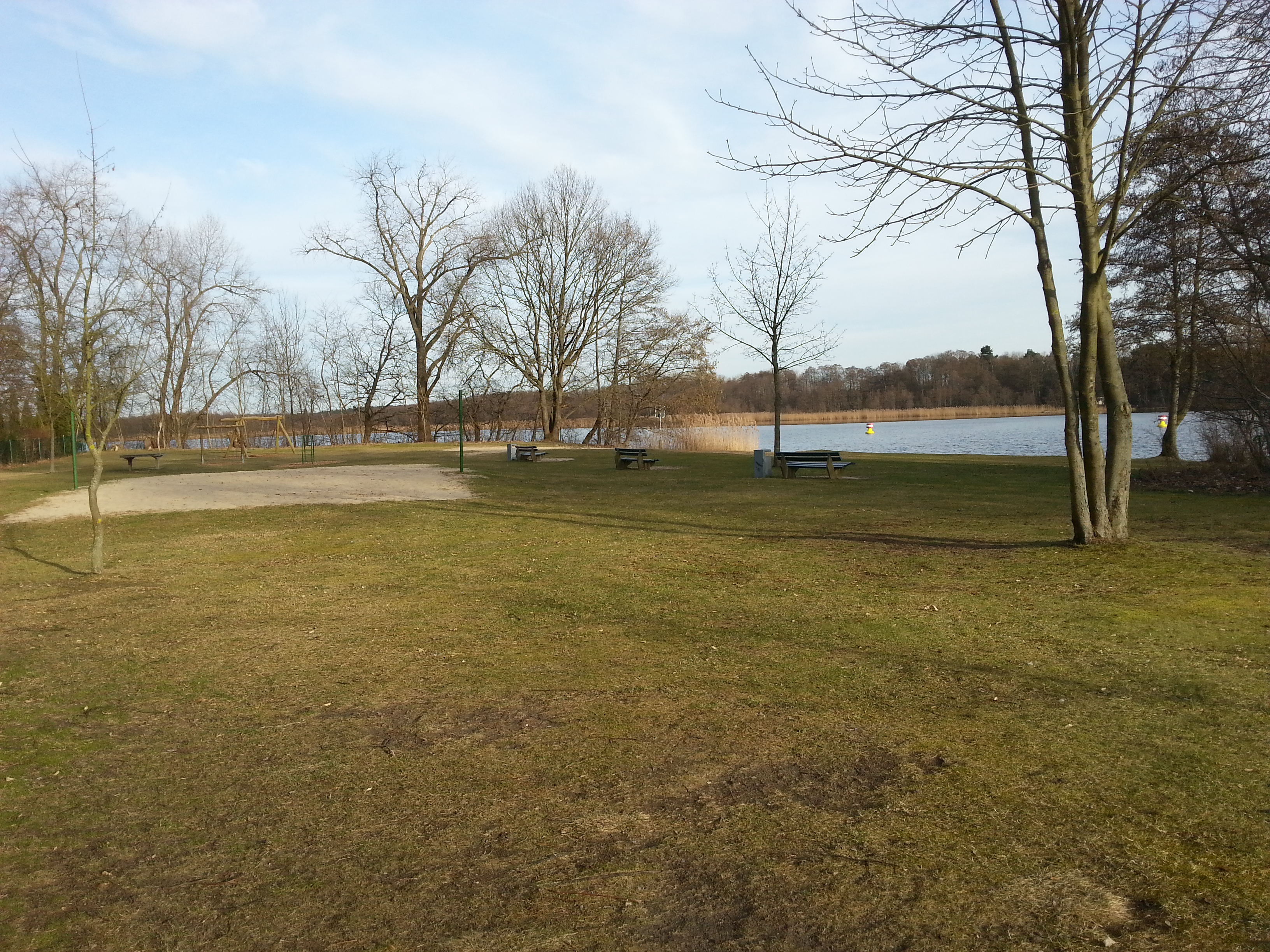
Badestelle in Dolgenbrodt am Langen See

Dolgenbrodt befindet sich teilweise im Naturpark Dahme-Heideseen und durch den Ort verläuft der Dahmeradweg. Nachbarorte sind Prieros im Südosten, Bindow und Gussow im Westen sowie Blossin und Kolberg im Osten. In der Nähe befinden sich der Lange See und der Dolgensee.

## Geschichte und Etymologie

### 15. und 16. Jahrhundert
Der aus dem Sorbischen stammende Ortsname bedeutet „lange Furt“ und bezieht sich auf die Lage des Dorfes an der Dahme. Das Dorf Dolgenbrod wurde im Jahr 1321 erstmals urkundlich erwähnt und erschien im Jahr 1436 als Dolginbroth, 1443 als Dolginbrot und 1492 als Dollenbrut. Es war vor 1450 im Lehnbesitz des Amtmanns des Herren von Biberstein Alex aus Lewinwalde und kam vor 1518 in den Hausbesitz der Herrschaft Storkow bzw. dem Amt Storkow. Im Jahr 1518 lebten im zehn Hufen großen Dorf der Lehnschulze mit vier Hufen, zwei Anderthalbhufner, drei Einhufner und drei Kossäten, von denen einer zwei Höfe besaß. Im Jahr 1539 hatte sich an der Struktur nur wenig verändert: Es gab den Richter mit vier Hufen, zwei Anderthalbhufner, zwei Einhufner (darunter der Krüger) sowie drei Kossäten. Die Gemarkung war mittlerweile jedoch nur noch neun Hufen groß. Bis 1556 waren die Fläche jedoch wieder zehn Hufen groß, auf dem neben drei Einhufnern mittlerweile drei Kossäten lebten und arbeiteten. Aus dem Jahr 1576 wurde lediglich von sechs Bauern und vier Kossäten berichtet; um 1590 waren es der Schulze, fünf Hufner und vier Kossäten. Die Gemeinde leistete in dieser Zeit Abgaben an den Pfarrer in Storkow (1572).

### 17. Jahrhundert
Im Jahr 1600 war Dolgenbrodt nach wie vor zehn Bauernhufen groß; es gab vier Kossätenhöfe und einen Hirten. Vor dem Dreißigjährigen Krieg lebten im Dorf der Lehnschulze, fünf Bauern und vier Kossäten. Im Krieg wurden neun der zehn Höfe zerstört und 1641 als wüst bezeichnet. Die Statistik verzeichnete „ca. 11 Untertanen“, die den Getreidezins an das Amt Storkow abgeben mussten (1639). Bis 1673 hatte sich Dolgenbrodt einigermaßen von den Kriegshandlungen erholt. Von den sechs Bauernhöfen lag nur noch einer wüst, ebenso einer der vier Kossätenhöfe. Detaillierte Angaben liegen aus dem Jahr 1692 vor. Demzufolge gab es einen Vierhufner, zwei Anderthalbhufner, drei Einhufner (einer wüst) sowie vier Kossätenhöfe und einen Hirten. Der wüst liegende Hof wurde dabei von den Bauern mitgenutzt. Auf den zehn Bauernhufen wurden 8 Scheffel Winter- und 2 Scheffel 4 Metzen Sommersaat ausgebracht. Die Kossäten konnten keine Aussaat ausbringen, waren aber „wegen ihrer anderwertigen guten Nahrung und den Bauern“ offenbar dennoch gut versorgt. Ihnen wurden in einer Visitation im Jahr 1657 insgesamt 3 Scheffel 3 Metzen Wintersaat angerechnet. Zwei Felder erbrachten dennoch wohl kaum Erträge. Der Schulze erntete 6 Fuder Heu, jeder Bauer 2 weitere Fuder, jeder Kossät 1 Fuder. Die Statistik verzeichnete weiterhin genügend Brennholz „auf ihren Äckern“, in der Dahme durften sie auch Fischerei betreiben, allerdings gab es wohl Probleme mit der Hütung der Schafe.

### 18. Jahrhundert
Im Jahr 1727 war Dolgenbrodt auf eine Größe von 14 Hufen angewachsen, auf denen 3 Wispel 13 Scheffel Wintersaat ausgebracht wurden. Im Jahr 1733 wurde der Preußische Jagd- und Lustige Rat von Rabenpreis mit dem Lehnschulzengut bis 1740 belehnt, allerdings trat er seinen Besitz nicht an. In dieser Zeit lebten im Ort fünf Bauern, darunter der Lehnschulze und ein Erbkrüger, vier halbe Kossäten und ein Hirte (1735). Der Krug erschien erneut im Jahr 1745, ebenso fünf Bauernhöfe. Die Bewohner mussten einen „Überwasserzoll“ nach Storkow entrichten. Fünf Jahre später erschien erneut das Lehnschulzengut mit vier Hufen in den Akten, dazu drei Anderthalbhufner, ein Erbkrug mit 1 1⁄2 Hufen, der dem Lehnschulzen gehörte, vier Halbkossäten oder Büdner mit je einem Achtergarten sowie ein Hirte. Im Jahr 1775 wurden im Dorf 14 Feuerstellen (=Haushalte) in zwei Mehrfamilienhäusern betrieben. Es gab fünf Bauern, zwei Kossäten und sieben Büdner.

### 19. Jahrhundert
Im Jahr 1801 war Dolgenbrodt auf 17 Feuerstellen angewachsen. Neben dem Lehnschulzen, drei Ganzbauern und zwei Ganzkossäten gab es zwei Büdner und zwölf Einlieger. Das Dorf entwickelte sich weiter und bestand im Jahr 1837 aus 23 Wohnhäusern. Bis 1858 war ein weiteres Wohnhaus hinzugekommen. Daneben gab es 39 Wirtschaftsgebäude und zwei Abbauten: Bauer und Schmiedecke. Das Dorf war 2691 Morgen (Mg) groß und bestand zu 4 Mg aus Gehöften, 32 Mg Gartenland, 1163 Mg Acker, 134 Mg Wiese, 40 Mg Weide und 1318 Mg Wald. Im Jahr 1864 war das Lehnschulzengut endgültig mit dem Braukrug verbunden. Es gab weiterhin drei Bauern, zwei Kossäten und vier Büdner.

### 20. und 21. Jahrhundert

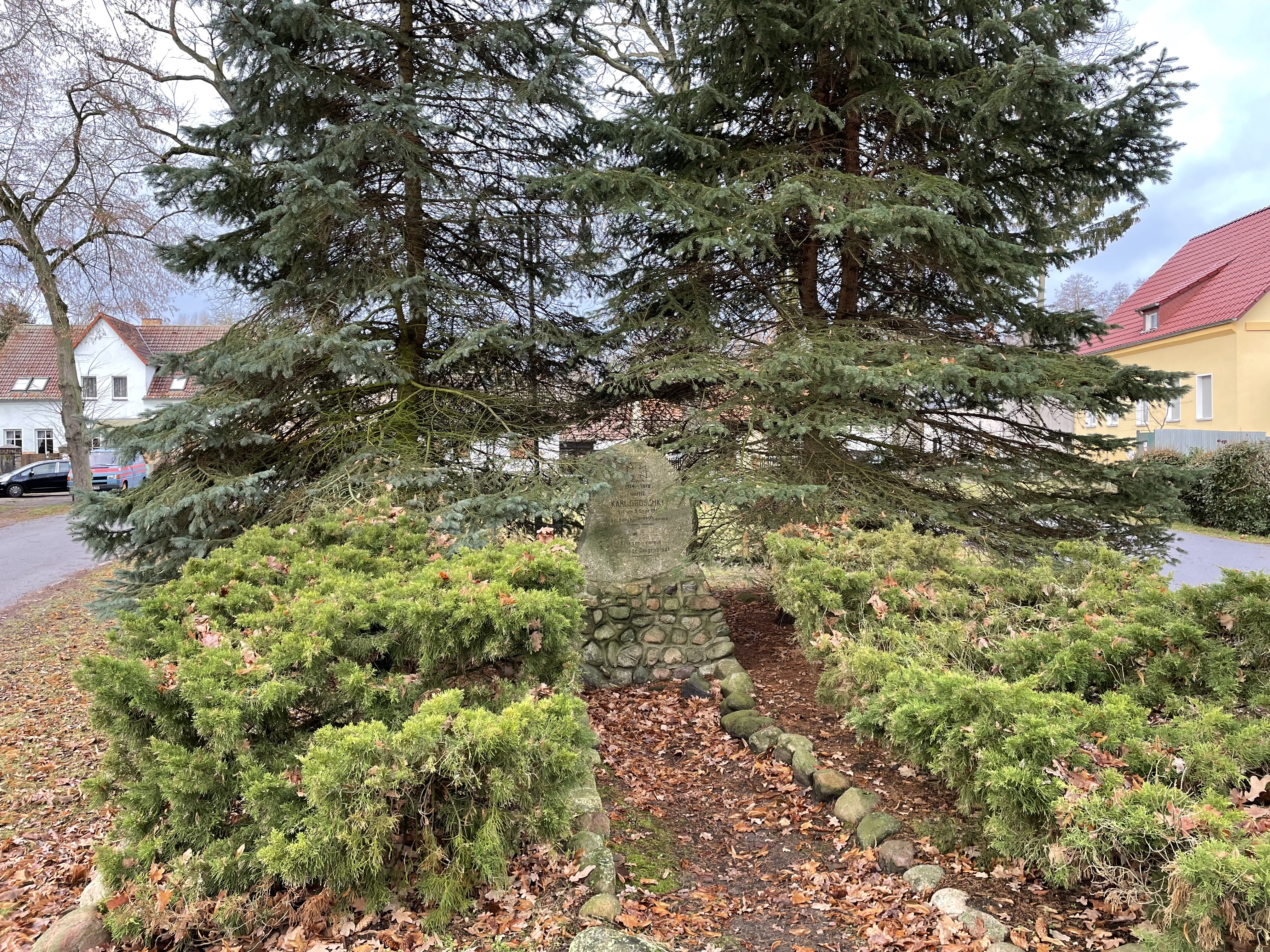
Gefallenendenkmal

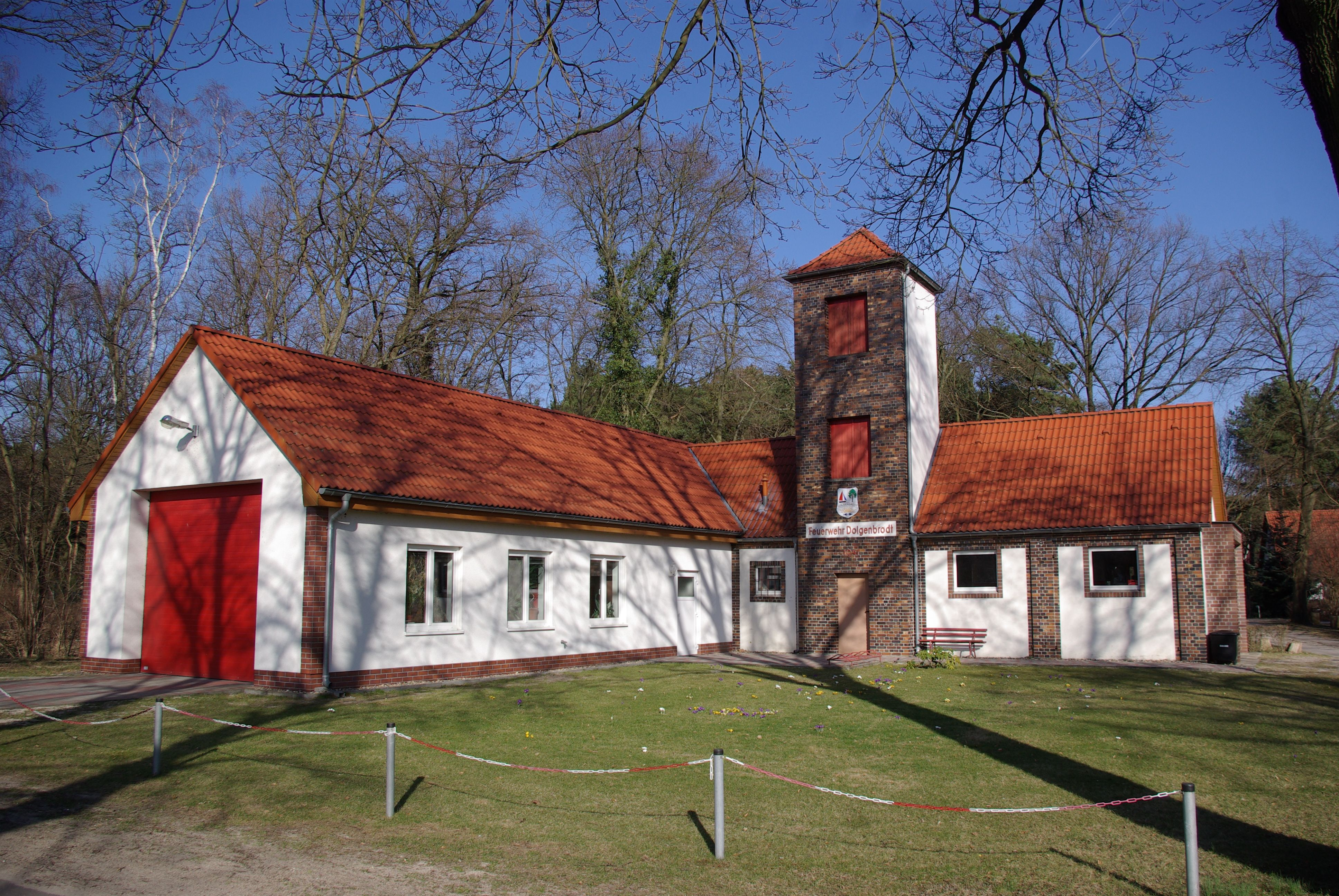
Freiwillige Feuerwehr

Zur Jahrhundertwende standen im Dorf 27 Häuser auf einer Fläche von 1086 Hektar (ha), davon 172 ha Acker und Gartenland, 48 ha Wiese, 80 Ha Weide und 287 ha Forst. Im Jahr 1939 gab es einen land- und forstwirtschaftlichen Betrieb, der größer als 100 ha war. Drei Betriebe waren zwischen 20 und 100 ha, einer zwischen 10 und 20 ha, vier zwischen 5 und 10 ha sowie 12 zwischen 0,5 bis 5 ha. Nach dem Zweiten Weltkrieg wurden 300 Hektar enteignet. 25 Landarbeiter und landlose Bauern erhielten 51,2 ha, 14 landarme Bauern 48,4 ha, 111 Kleinpächter 32,8 ha, 15 Umsiedler 88,1 ha. Der Ausschuss für gegenseitige Bauernhilfe erhielt 3,4 ha, die Behörden der Selbstverwaltung 77,1 ha. Zahlreiche Bauern gründeten im Jahr 1958 eine LPG Typ III, die 1959 an die LPG Friedersdorf angeschlossen wurde. Ein Jahr später bestand eine LPG Typ I mit neun Mitgliedern und 46 ha Fläche sowie eine LPG Typ I mit sechs Mitgliedern und 50 ha Fläche, die 1961 miteinander vereinigt wurden. Im Jahr 1970 erfolgte der Zusammenschluss mit den LPG in Bindow und Blossin zur LPG Typ I mit Sitz in Blossin, die ein Jahr später in eine LPG Typ III umgewandelt wurde. Im Jahr 1978 bestand in Dolgenbrodt der Betriebsteil Dolgenbrodt der LPG Blossin sowie die Abteilung Gartenbau Dolgenbrodt der LPG Friedersdorf.
Am 26. Oktober 2003 wurde Dolgenbrodt nach Heidesee eingemeindet. 2015 gab es das Gerichtsurteil des Bundesverwaltungsgerichts in Leipzig, welches die Enteignung des Guts Dolgenbrodt durch die GeStaPo revidierte und dem 99-jährigen Eberhard Specht, zwei Wochen vor seinem Tod, die Grundstücke des Gut Dolgenbrodt zurückgab.

#### Flüchtlingsfeindlicher Brandanschlag 1992
Am 1. November 1992 wurde das auf dem Gelände eines ehemaligen Kinderferienlagers neu errichtete Asylbewerberheim durch Brandstiftung vollständig vernichtet. Die Täter wurden erst nach mehreren Jahren gefasst. Wie sich in den anschließenden Ermittlungen herausstellte, hatten mehrere Bürger des Ortes Geld gesammelt, um damit rechtsradikale Brandstifter anzuheuern. Am 16. März 1997 kam es unter der umstrittenen Parole „Dolgenbroth dein Ende droht“ zu einer bundesweit mobilisierten antifaschistischen Demonstration, die jedoch nur als Standkundgebung auf der Wiese vor dem mit Hamburger Gittern abgesperrten Dorf stattfand. Die abgebrannte Ruine steht seit dieser Zeit leer.

## Bevölkerungsentwicklung
| Jahr      | 1774 | 1801 | 1817 | 1837 | 1858 | 1895 | 1925 | 1939 | 1946 | 1964 | 1971 | 1981 |
| Einwohner | 84   | 110  | 141  | 157  | 185  | 176  | 199  | 155  | 314  | 266  | 263  | 258  |

## Kultur und Sehenswürdigkeiten

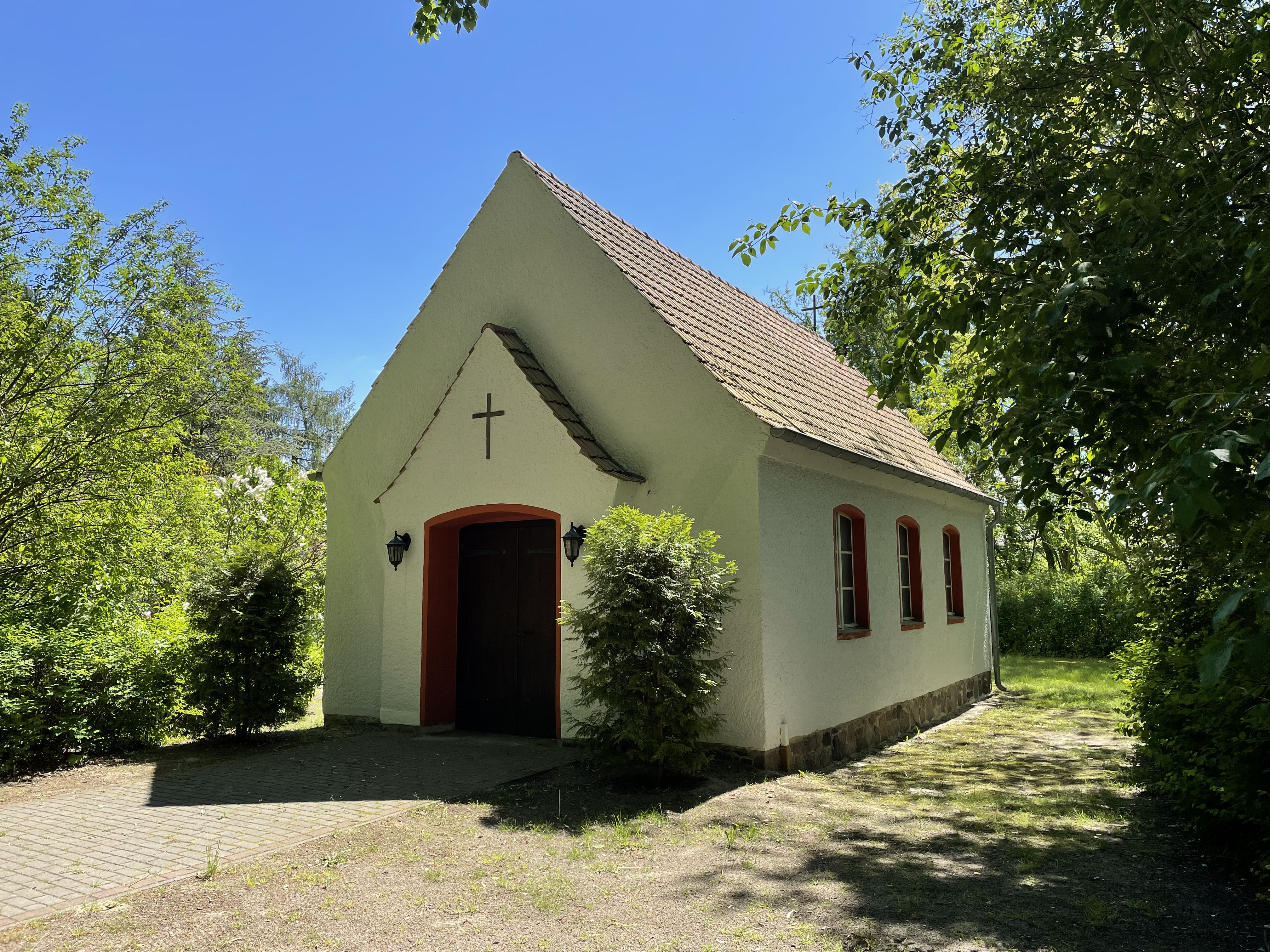
Dorfkirche Dolgenbrodt

- Die Dorfkirche Dolgenbrodt ist eine schlichte Saalkirche aus dem Jahr 1955, die auf einem Sockel aus unbehauenen Feldsteinen errichtet wurde. Die Kirchenausstattung ist bauzeitlich.
- Dahmeradweg